# Karen Melchior

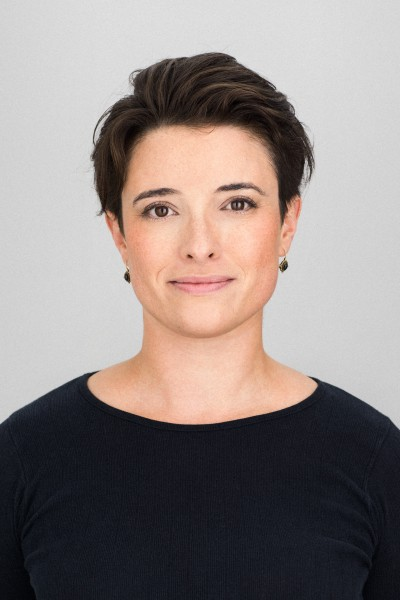
Karen Melchior

Karen Melchior (* 15. Oktober 1980 in Gentofte) ist eine unabhängige dänische Politikerin, ehemalige Diplomatin und war bis August 2022 Mitglied der sozialliberalen Partei Radikale Venstre. Seit der Europawahl 2019 ist sie Mitglied des Europäischen Parlaments.

## Politische Laufbahn
Melchior ist seit 2017 Abgeordnete des Kommunalparlaments von Kopenhagen. Bereits 2014 trat sie für die Radikale Venstre zur Europawahl an, bei der sie zur ersten Nachrückerin ihrer Partei gewählt wurde. Im August 2022 trat sie aus der Radikale Venstre aus. 

## Derzeitige Funktionen als MdEP
- Mitglied im Rechtsausschuss
- Mitglied im Ausschuss für die Rechte der Frau und die Gleichstellung der Geschlechter
- Stellvertretendes Mitglied im Ausschuss für Binnenmarkt und Verbraucherschutz